# Fighting Cressy
Fighting Cressy er en amerikansk stumfilm fra 1919 af Robert Thornby.

## Medvirkende
- Blanche Sweet som Cressy
- Russell Simpson som Hiram McKinstry
- Edward Peil Sr. som John Ford
- Pell Trenton som Joe Masters
- Antrim Short som Seth Davis